# Eremiasphecium budrysi
Eremiasphecium budrysi  (лат.) — вид песочных ос (Crabronidae) рода Eremiasphecium. Встречаются в Средней Азии, эндемик Казахстана.

## Описание
Биология малоисследована, известно только, что они обитатели пустынь, гнездятся в земле и охотятся на трипсов (Казенас, 1991).
Клипеус с парой зубцов по переднему краю. Места прикрепления усиков сдвинуты далеко вперёд и практически соприкасаются с фронтоклипеальным швом. Внутренние края глаз без вырезки, отдалены друг от друга. Нижнечелюстные щупики 5-члениковые, а нижнегубные состоят из 3 сегментов. Плечевые бугры соприкасаются с крыловыми крышечками. III-я субмаргинальная крыловая ячейка  сильно редуцирована и не крупнее II-й.

## Систематика
Первоначально вид был описан в 1991 году казахстанским гименоптерологом Владимиром Лонгиновичем Казенасом (Алма-Ата) под названием Taukumia budrysi  Kazenas, 1991 и назван так в честь литовского специалиста по осам Эдвардаса Будриса (Eduardas R. Budrys, Вильнюс). В 1992 году американский энтомолог В. Пулавский перенёс его в род Eremiasphecium.